# Leucauge emertoni
Leucauge emertoni là một loài nhện trong họ Tetragnathidae.
Loài này thuộc chi Leucauge. Leucauge emertoni được miêu tả năm 1890 bởi Thorell.